# Белогорща

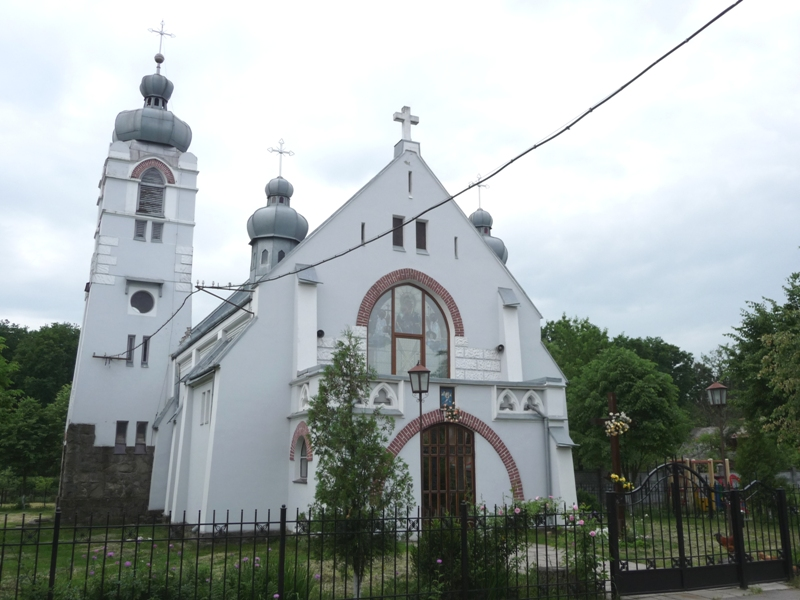
Храм Рождества Пресвятой Богородицы (Белогорща)

Белого́рща (укр. Білогорща) — местность в Железнодорожном районе Львова (Украина). Бывшее село, было включено в состав Львова в 1984 году. Белогорща граничит с такими населенными пунктами и местностями Львова: посёлок Рудно (Железнодорожный район г. Львова), с. Зымна Вода, Рясное, Левандовка. К северу от Белогорщи находятся торфяные болота (разрабатывались на рубеже XIX и XX веков), с юга лесной массив отделяет Белогорщу от железной дороги Львов — Пшемысль. Застройка: одноэтажный конструктивизм 1960- х годов, одноэтажная усадебная застройка, новые индивидуальные застройки.
Село было основано в 1423 году львовским мещанином Зоммерштайном и находилось на землях, которые принадлежали городу. По подсчётам В. Кубийовича, в 1939 году население Белогорщи состояло из 820 человек, из которых подавляющее большинство составляли поляки (95 %). Польское население покинуло Белогорщу в 1945—1946 годах, а на его место прибыли украинцы из районов, которые отошли Польше.
После окончания Второй мировой войны Белогорща вновь становится селом и подчиняется сначала Брюховичскому, затем — Ивано-Франковскому, а ещё через определённое время — Яворовскому району. Окончательно село включили в состав Львова в 1978 году, оно стало новым элементом инфраструктуры Львов — по улице Белогорща.

## Известные люди
- Малашняк Андрей Владимирович (1984—2014) — старший солдат Вооруженных сил Украины, участник АТО.
- Роман Шухевич (1907—1950) — украинский политик, общественный и государственный деятель (погиб в Белогорще).

В начале марта 1950 года сотрудникам управления МГБ СССР Львовской области через подставных агентов удалось узнать, где именно в Белогорще скрывается Роман Шухевич. Оперативным резервам 62-й стрелковой дивизии МГБ СССР, штаба украинского пограничного округа и управления милиции г. Львова, а также военным подразделениям, численностью 600 человек, которые принимали участие в карательных операциях на пересечении границ Глинянского, Перемышлянского и Бобрковского районов Львовской области было приказано на рассвете 5 марта 1950 года прибыть во двор УМГБ Львовской области. Здесь им был дан приказ о проведении операции по блокированию села Белогорща, ближних хуторов, западной окраины поселения Левандовка и лесного массива.
Для руководства операцией создали оперативный штаб, в который вошли заместитель министра ГБ УССР генерал-майор В. Дроздов, начальник Бюро № 1 МГБ СССР генерал-лейтенант П. Судоплатов, начальник ВВ МГБ Украинского округа генерал-майор Фадеев и начальник УМГБ Львовской области полковник Майструк.
Вдруг из дома Натали Хробак выскочил её сын Даниил. Группа под руководством Пикмана задержала и наскоро подвергла его «активному допросу». Подросток указал на дом своей сестры Анны Конюшек в центре села, домашняя уборщица которой была похожа на Галину Дидик.
Около восьми часов группа солдат и ответственных работников Управления 2-Н И УМГБ во главе с В. Фокиным и И. Щорубалкой подошли к этому дому. Минут через десять дверь открыла женщина, назвавшаяся Стефанией Кулик, но была определена как Дидык. Как сказано в одном из отчетов, ей было «категорически предложено, чтобы Шухевич Роман, который скрывается вместе с ней, сдался и чтобы она оказала содействие этому, тогда им будет сохранена жизнь». Дидик отказалась это сделать, тогда в доме начался обыск, обыскали и саму Дидик, изъяв пистолет. Однако она успела принять стрихнин (а не цианид, как иногда пишут) и, уже теряя сознание, услышала выстрелы. Подпольщица не умерла, поскольку её немедленно доставили в реанимацию. Вылечили от пареза конечностей и тяжелого шока и снова подвергли жестоким допросам.
В принципе, в таком, как выше было описано, бункере можно было пересидеть обыск, не обнаружив себя, но Шухевич этого не сделал и попытался вырваться из дома. В результате нескоординированных действий опергруппы, для которой появление Шухевича стала абсолютной неожиданностью, Проводник получил смертельное ранение, скатился вниз по лестнице и, не желая попасть живым в руки чекистов, сам пустил себе из «Вальтера» пулю в висок. Так погиб генерал Роман Шухевич.
Осенью 1950 году в украинской эмигрантской прессе появились многочисленные некрологи в связи с гибелью главнокомандующего УПА. Однако никаких подробностей его гибели не подавалось.
В марте 2000 года газета «Киевские ведомости» напечатала воспоминания Юрия Шухевича, который вспоминал, как следователь Гузеев привел его в гараж Львовского областного управления МГБ, где он увидел тело своего отца: "Отец лежал на соломе в вышитой рубашке, на правой стороне лица был виден след пули, а под грудью было три раны на голове рядом с пулевым отверстием опаленные волосы. "Значит, застрелился, « — подумал я»
С 2017 года в Белогорще ежегодно проводится фестиваль ШухевичФест.

## Улицы

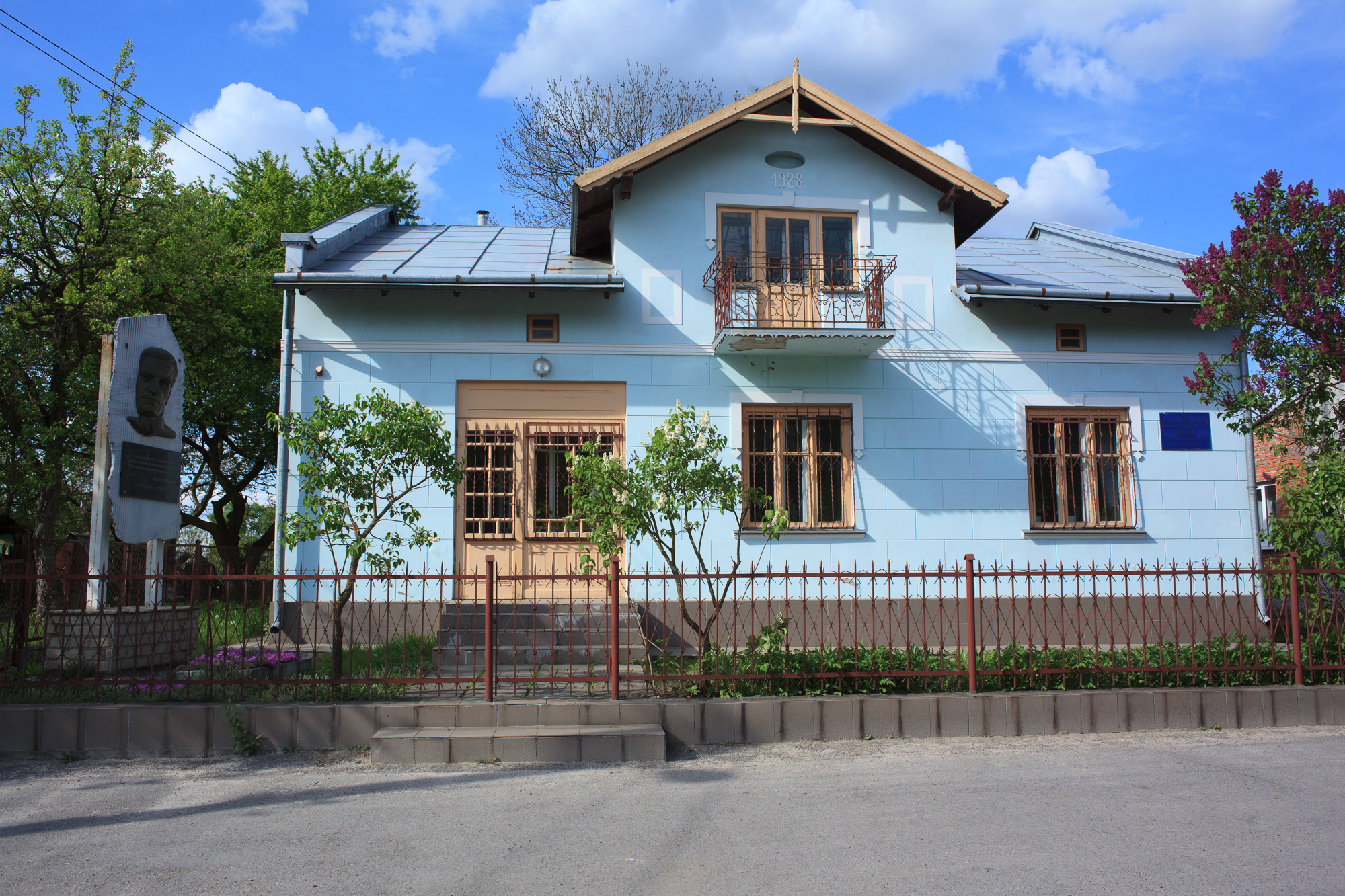
Музей Р. Шухевича

- Главная улица бывшего села носит прежнее название — Белогорща (с 1992 года, в 1984—1992 Нововоздушная). Здесь расположен музей и памятник Роману Шухевичу на том месте, где он погиб 5 марта 1950 года.
- Улица Чупринки (с 1992, в 1984—1992 — Нововоздушная боковая).
- Улица Лавровского (с 1993, в 1984—1993 — Нововоздушный переулок № 2).
- Улица Стадников (с 1991 года, в 1984—1991 — Нововоздушный переулок).

## Церкви
- Храм Рождества Богородицы (ул Белогорща, № 21, ПЦУ), при Польше — римско-католический костёл Святого Антония, построен в 1910 году в неоготическом стиле. В 1990-х была проведена реконструкция храма, достроены купола.
- Греко-католический храм Непорочного Зачатия Пресвятой Богородицы (с 2000-х, до этого часовня).